# Bill Milkowski

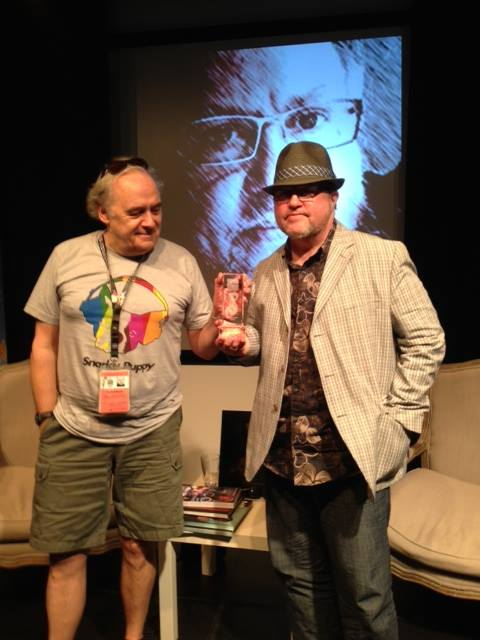
Bill Milkowski (rechts) bei der Übergabe des Bruce Lundvall Awards 2015

Bill Milkowski (* 26. September 1954 in Milwaukee, Wisconsin) ist ein US-amerikanischer Journalist, Musikproduzent, Gitarrist, Hörfunkmoderator und Jazz-Autor. Er gilt nicht zuletzt durch seine Jaco-Pastorius-Biografie als einer der kompetentesten Autoren über den Jazzrock.

## Leben
Milkowski begann mit zwölf Jahren Gitarre zu spielen und beschäftigte sich mit Rock- und Jazzgitarristen. Während seines Journalistik-Studiums an der University of Wisconsin–Milwaukee, wo er 1977 den Bachelor of Arts erwarb, war er 1975 als Herausgeber der Campus-Zeitung und 1976 als Mitarbeiter des Milwaukee Journal tätig. Er wurde dann Mitbegründer des zweiwöchentlich erscheinenden alternativen Stadtmagazins Cityside, das nach den Vorbildern des Chicago Reader und der Village Voice gestaltet war und von 1977 bis 1979 in Milwaukee erschien. Nach einer kurzen Phase beim Milwaukee Magazine zog er 1980 nach New York, um Geschäftsführer des Magazins Good Times zu werden. Nach zwei Jahren, in denen er dort über Musik, Theater und Film schrieb, begann er 1982 als freischaffender Autor zu arbeiten.
In den folgenden Jahren schrieb Milkowski regelmäßig für die Magazine JazzTimes, Modern Drummer, Guitar Player, Bass Player, Jazziz, Audio, Pulse Guitar Club, Jazzthing und das Magazin Fi, daneben zahlreiche Liner Notes für Alben für Musiker und Bands wie Joe Henderson (So Near, So Far (Musings for Miles)), Bennie Wallace (The Art of the Saxophone), Weather Report, Yellowjackets, Al Di Meola, Michael Formanek, Ivo Perelman, John Coltrane, Joe Pass, Hank Crawford, Sylvie Courvoisier oder Gato Barbieri. Er ist auch Autor der Bücher JACO: The Extraordinary Life And Times Of Jaco Pastorius (Miller Freeman Books, 1995) und Rockers, Jazzbos & Visionaries. Als Produzent war er u. a. für Pat Martino (All Sides Now, Blue Note 1998), Phil de Gruy (Innuendo Out The Other (NYC Records, 1995)) sowie für die Produktionen Come Together: A Guitar Tribute to The Beatles (NYC Records, 1993 mit Mike Mainieri), Who Loves You: A Tribute To Jaco Pastorius (JVC Records, 2001) und World Christmas (Metro Blue, 1996) tätig.
1991/92 wirkte er als Co-Moderator an der Blues-Sendung The Other Half beim Radiosender WNYE mit. Nach einer überstandenen Krebserkrankung lebte er von 1993 bis 1996 in New Orleans, wo er als Moderator des Senders WWOZ sein Programm Milkman's Matinee arbeitete. Er lebt seit seiner Rückkehr nach New York im Stadtteil Washington Heights. Als Gitarrist wirkte er 1996 an dem Album Valley Of Christmas von Andrei Codrescu und Mark Bingham mit.

## Auszeichnungen
- 2011 wurde er für sein Lebenswerk mit dem JJA Jazz Awards geehrt.[5]
- 2015: Bruce Lundvall Award[6]

## Schriften
- Jaco: The Extraordinary and Tragic Life of Jaco Pastorius (1st ed.). Backbeat Books, 1995. ISBN 0-87930-361-1.
- Rockers, Jazzbos and Visionaries. Billboard Books, 1998, ISBN 978-0823078332.
- Swing It! An Annotated History of Jive. Watson-Guptill Publications 2001-03 ISBN 0-8230-7671-7.
- Ode to a Tenor Titan: The Life and Times and Music of Michael Brecker. Backbeat Books, 2021, ISBN 978-1493053766.